# 魯斯 (阿拉巴馬州)
魯斯（英語：Ruth）是一個位於美國阿拉巴馬州馬歇爾縣的非建制地區。該地的面積和人口皆未知。

## 地理
魯斯的座標為34°21′51″N 86°33′24″W / 34.36417°N 86.55667°W，而該地的平均海拔高度為297米（即974英尺）。